# 阿拉基特河

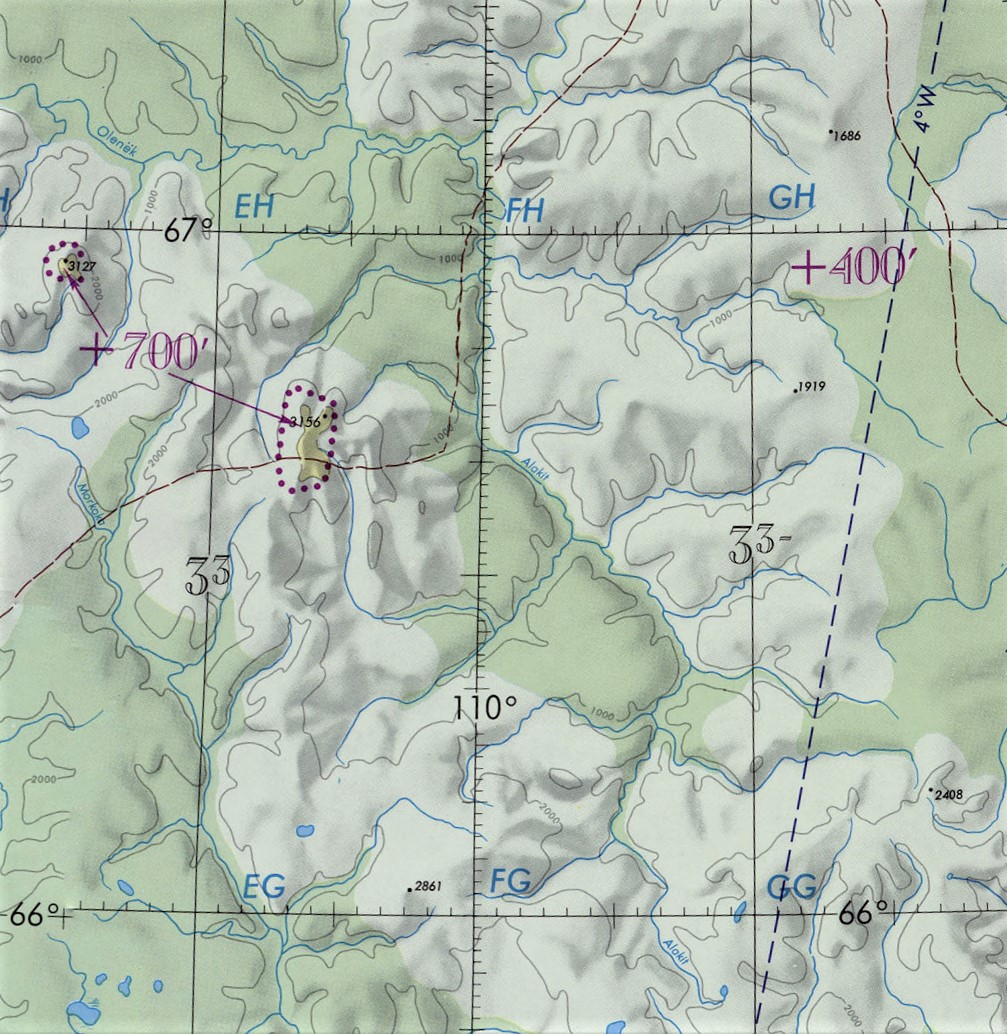
阿拉基特河

阿拉基特河是俄羅斯的河流，位於薩哈共和國，屬於奧列尼奧克河的右支流，河道全長232公里，流域面積約11,800平方公里，河水主要來自融雪和雨水，流經中西伯利亞高原東北部邊緣。